# Venezuelano-australiani
I venezuelano-australiani sono dei cittadini dell'Australia di origini venezuelane.
Secondo il censimento del 2011 nel Paese oceanico risiedevano 2.206 cittadini nati in Venezuela . Una stima di 10.000 australiani di origine venezuelana risulta da uno studio di Ivan De La Vega, dell'Università Simón Bolívar.
Quasi il 76% dei venezuelano-australiani vive nell'Australia Orientale.
Un piccolo numero di venezuelani migrò in Australia a partire da metà degli anni '60, ma la maggior parte arrivò nel Paese dopo il 2001, come parte della fuga di cervelli della diaspora bolivariana. Molti arrivarono come immigrati qualificati a causa dell'incertezza economica in Venezuela .